# Taurino e Herculano
Taurino e Herculano (em latim: Taurinus et Herculanus) eram oficiais romanos do século III, ativos no reinado do imperador Cláudio II (r. 268–270). Converteram-se, junto de outros 14 romanos, ao cristianismo após presenciarem milagres operados por Máximo. Foram todos decapitados, sob ordens do vigário Úlpio Rômulo, perto do arco de Caracala em frente ao teatro, e seus corpos foram jogados no mar. Eusébio recolheu os corpos, escondendo-os perto da costa marítima, nos campos. Taurino e Herculano foram sepultados no Porto Romano.